# جوشوا دوجار
جوشوا جيمس دوجار (بالإنجليزية: Josh Duggar)‏ الأبن الأكبر لميشيل وجيم بوب دوجار من بين تسعة عشر طفلًا، وُلد في الثالث من مارس 1988  وهو شخصية تلفزيونية أمريكية وناشط سياسي وبائع سيارات مستعملة سابق ، عٌرف بظهوره في المسلسل التلفزيوني الواقعي 19 Kids and Counting. كان دوجار المدير التنفيذي لمؤسسة FRC Action في الفترة من يونيو 2013 حتى مايو 2015 ، وقد كان يبلغ من العمر 14 - 15 عام عندما انتشرت الأخبار بأنه قد تعدى على عدة فتيات قاصرات.
كشفت التحقيقات أن دوجار تحرش بخمس فتيات بين عامي 2002 و2003 وكان عضوًا آنذاك في موقع «آشلي مادسون» مما ادى لوقف مسلسل 19 kids and counting في 16 يوليو 2015. صنفت مجلة «يو إس تو داي» فضيحة دوجار بأنها واحدة من أكبر 10 فضائح في عام 2015. بينما أدُرجت جريدة «واشنطن بوست» دوجار كواحدًا من بين أكثر شخصًا مكروهًا على الإنترنت في عام 2015.

## روابط خارجية
- جوشوا دوجار على موقع IMDb (الإنجليزية)
- جوشوا دوجار على موقع ميوزك برينز (الإنجليزية)